# Crunk
El crunk es un subgénero de la música hip-hop que surgió a principios de la década del 1990 en Estados Unidos, obteniendo impulso en las ciudades de Memphis y Atlanta, y así expandiéndose hacia el sur de Estados Unidos, alcanzando su mayor popularidad en los 2000.
Normalmente su tempo es lento, siendo su ritmo principal compuesto por sintetizadores de teclado, aplausos de cajas de ritmos, líneas de bajo pesadas y distorsionadas influenciado por el miami bass y con voces gritando, muy a menudo en forma de llamada y respuesta o de forma agresiva. Los artistas de este género son conocidos como crunksters.
El término crunk es utilizado erróneamente como un término genérico para referirse a cualquier estilo del Southern rap, siendo este un efecto secundario del avance del género hacia la cultura popular.

## Etimología
La etimología de la palabra "crunk" tiene muchos significados, pero su definición más común es la forma de participio pasado del término del argot afroamericano "crank" (en español arrancar), que se usa como un participio pasado de forma informal del verbo 'to crank'. El uso de este verbo se usa en el sentido de 'poner en marcha' o 'arrancar'. Mientras que la frase 'crunk' en otro sentido tiene el significado de estar drogado, borracho o emocionado.
La palabra "crunk" también era una palabra común en los clubes nocturnos de Atlanta en los años 80. Se utilizaba el término crunk para describir estar "llenos de energía" o "eufóricos".
Los primeros artistas en utilizar el término 'crunk' en la música convencional fue la banda Outkast en su obra debut "Player's Ball", lanzada como single en 19 de noviembre de 1993 para promocionar su posterior álbum debut en la que se incluiría Southernplayalisticadillacmuzik de 1994.

El artista Lil' Jon con su álbum debut "Get Crunk, Who U Wit: Da Album" lanzado en 1997, hizo que la palabra "crunk" acabara de definirse como una palabra utilizada en la corriente popular en la cultura de masas.

En 1999, la revista Rolling Stone en inglés es autora de Glossary of Dirty South Slang (en español: Glosario de la jerga Dirty South) donde el crunk se definió como "Emocionarse súbitamente".

## Características musicales

### Composición instrumental

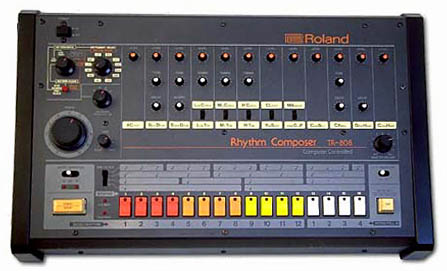
Roland TR-808.

El Crunk se inspira principalmente en los bajos pesados encontrados en la escena del miami bass y en las sucesiones musicales de llamadas y respuestas heredadas del hip hop de los años 1980.
Por lo general, los elementos básicos son sintetizadores y se emplean aplausos de caja de ritmos en bucle que suelen ir acompañados de melodías de sintetizador simples y bailables, bajos pesados, cantos repetitivos y ritmos de bombo. El Roland TR-808 y 909 son las cajas de ritmo más populares. El tempo de la música es algo más lento que el hip hop.

### Composición lírica
El punto focal del crunk es más a menudo los ritmos y la música que las letras. Sin embargo, los crunksters como Lil Jon, a menudo gritan sus letras haciendo que éste subgénero sea mucho pesado y agresivo. Mientras que otros subgéneros del hip hop abordan preocupaciones sociopolíticas o personales, el crunk es casi exclusivamente música de fiesta, al estar orientada a ser música de club, favorece más a perspectiva cantos de llamada y respuesta en lugar de enfocar temas preocupantes.

## Historia

### Origen del crunk
A finales de los años 1980 y principios de 1990 el concepto del crunk apareció en el sur de Estados Unidos. Al principio no estaba conectado particularmente a ningún tipo de música, pero se asoció a un escenario de alta energía con multitudes fuera control en clubes nocturnos del sur. Un miembro de la agrupación Three 6 Mafia sugirió que el carácter violento de la música crunk estaba conectado a ese significado inicial de crunk.

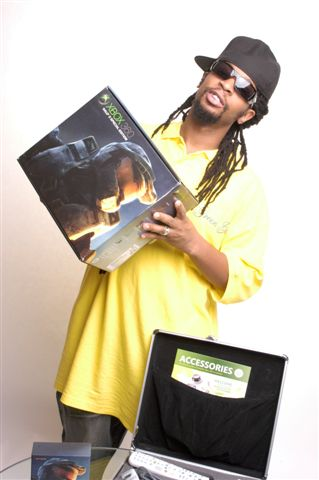
Lil'John exponente del crunk.

En 1991, dos Discjockey's de Memphis, DJ Paul y Juicy J, comenzaron a hacer su música original, que fue carácteristico por sus lentos BPM en los ritmos, cantos simplistas y repetitivos. Este dúo pronto fue conocido como Three 6 Mafia. Frecuentemente con las participaciones de raperos como Project Pat, Lord Infamous y Gangsta Boo en sus lanzamientos, se convirtieron en un papel decisivo en la formación de la música crunk.

En 1996, ahora en Atlanta, Lil' Jon y su grupo llamado "East Side Boyz" lanzaron su primer álbum, titulado "Get Crunk, Who U Wit: Da Album". Lil' Jon, indicó que ellos fueron los primeros en utilizar la palabra crunk en una estrofa de una canción, afirmó que habían comenzado a llamarse a sí mismos un "grupo de música crunk" en lo que lleva en este álbum. Sin embargo, The New York Times negó que "Get Crunk, Who U Wit" fue el primer álbum de la música crunk.
Lil' Jon fue la figura clave en la popularización de la música crunk en sus primeros años. En la década de 1990, produjo dos grabaciones de oro independientemente, antes de firmar con TVT Records en el 2001. Pero el crunk no se asocia exclusivamente con Lil' Jon y la agrupación Three 6 Mafia, en sus tempranas etapas, artistas como Ying Yang Twins, Bone Crusher, Pastor Troy de Atlanta, y David Banner de Mississippi también ayudó a popularizar este género.

### Aumento de popularidad

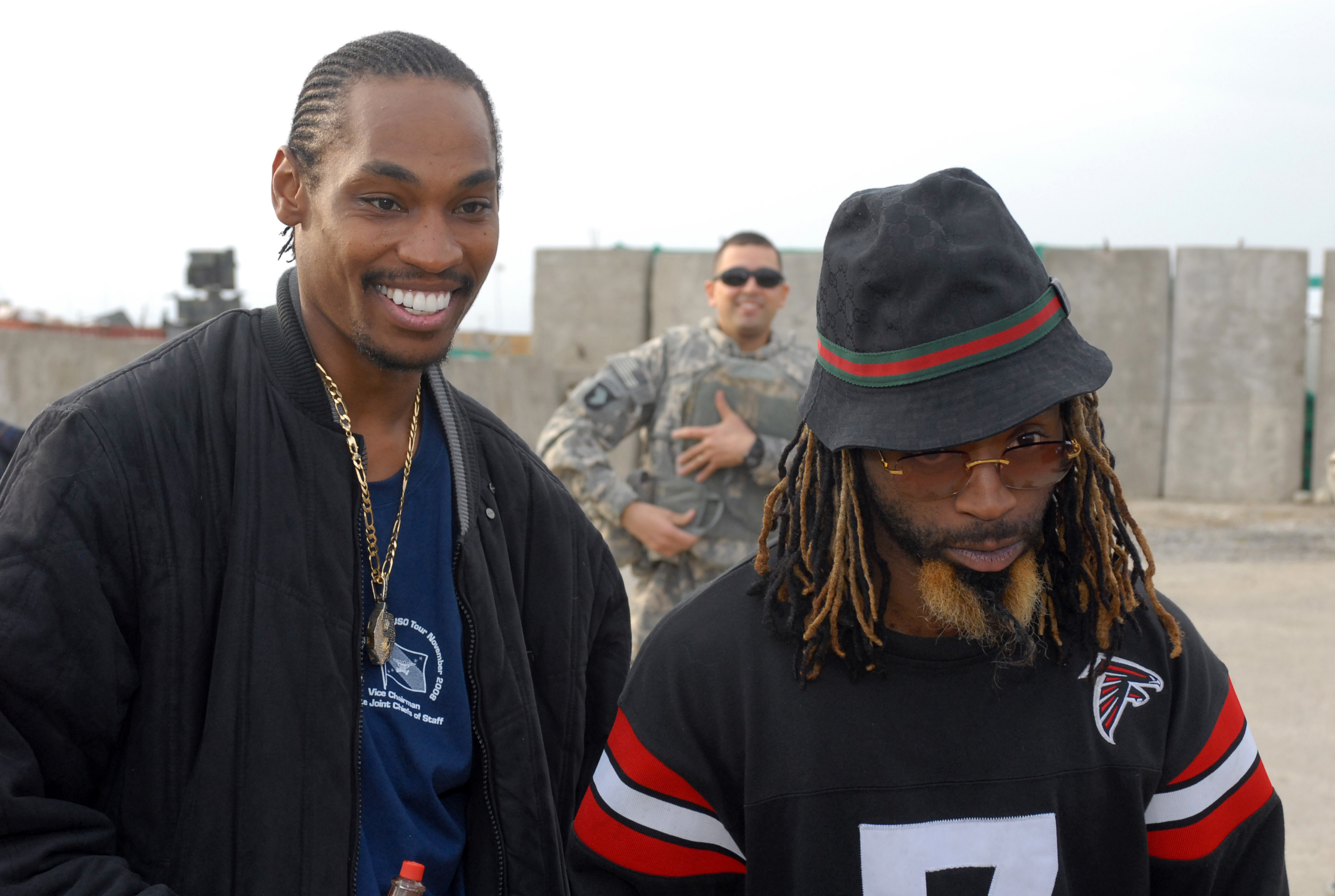
Ying Yang Twins.

La canción titulada " Get Low (2003), a cargo de Lil' Jon & The East Side Boyz con Ying Yang Twins, es reconocido como el tema, que puso música crunk el centro de atención nacional. "Get Low" alcanzó el número dos en la posición de Billboard Hot 100 de la música, en general, que gastó más de 21 semanas en las estadísticas. Aunque los raperos que no son de Dixie han tendido a evitar ser asociados con el género Southern hip hop, antes que Busta Rhymes y Nelly, aceptaron grabar remixes de "Get Low". Lil Jon, titulado "Kings of Crunk", que contenía el tema "Get Low", se convirtió en el doble platino.
En el año 2004, la música crunk es mezclado con la música Urbana contemporánea, cuando Lil' Jon produjo la canción Yeah! de Usher, esta mezcla formó el subgénero crunk & b.
El crunk surgió de la música Miami bass antes del año 1996  en el sur de los Estados Unidos, particularmente de los clubes Afroamericanos de Striptease de Atlanta, Georgia.
En los años 2000, algunos de los éxitos de la música crunk como "Get Low", "Goodies" y "Yeah!", producido por Lil Jon subió al Top10 de Billboard. Tanto "Yeah!" y "Goodies", fueron las primeras pistas en introducir el sub-estilo crunk y el R&B llamado crunk & b al público. Ambos temas ( Realizados por Usher y Ciara respectivamente ), fueron los éxitos principales en el año 2004.
En el período de los años 2005-2006 el crunk conquistó las estadísticas americanas del R&B y especializadas con la música rap. En el 2007, un artista de 17 años de edad en ese entonces Soulja Boy hizo el éxito masivo llamado "Crank That", que disfrutó la posición número uno en Billboard Hot 100 durante 7 semanas, fue nominado para los premios Grammy y se había convertido en uno de los éxitos más destacados del año. Alrededor de ese mismo año, una gran cantidad de sitios de Internet especializados en el crunk y el Hip Hop hicieron su aparición en la red, lo que causó el crecimiento de la popularidad del género crunk. El solista y rapero T-Pain popularizó el efecto del auto-ajuste en la música crunk.
El creciente interés en la música crunk entre los productores de música a nivel internacional ha provocado la aparición de diversos subgéneros del crunk, incluyendo eurocrunk, crunkcore, crunkczar, aquacrunk; el crunk empezó a ser intensivamente mezclado con el Dubstep.